# Autobusové nádraží Pankrác

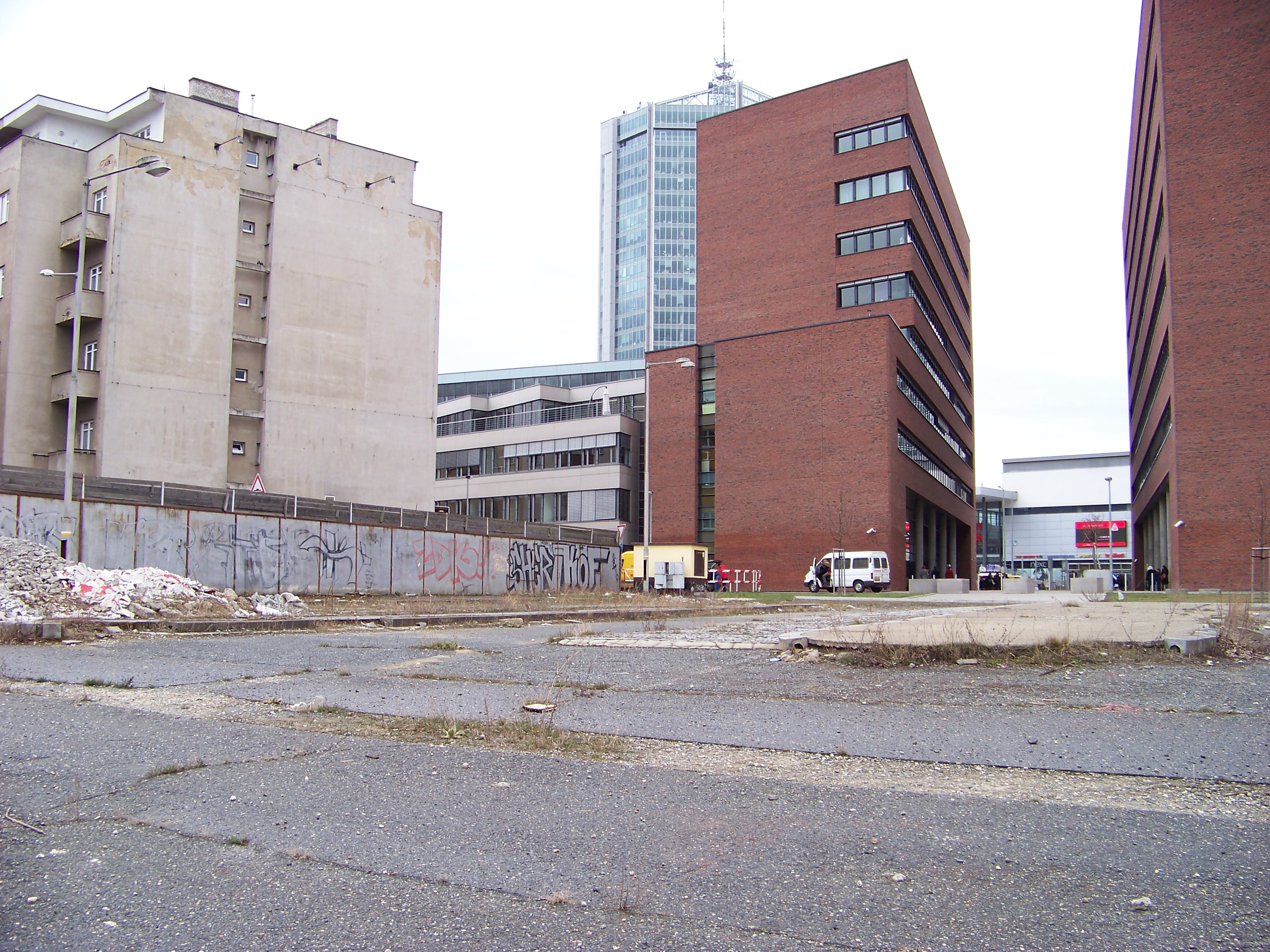
Už odklizené pozůstatky nádraží před novostavbou Gemini

Autobusové nádraží Pankrác bylo prvním autobusovým nádražím v Praze. Bylo otevřeno roku 1947, roku 1948 jej následovala autobusová nádraží Florenc a Smíchov. Uzavřeno bylo roku 1988.

## Historie
Přes Nusle byla od 2. března 1920 vedena jedna z prvních dvou státních poštovních autobusových linek vycházejících z Prahy, která vyjížděla z provizorních poštovních garáží v bývalém vojenském skladišti ve vyšehradské citadele a jezdila do Kamenice u Strančic. V následujících letech pak měla na nuselském Riegrově náměstí zastávku řada státních autobusových linek, které nově měly garáž ve Vršovicích.
Po druhé světové válce začala být podle koncepce rozvoje veřejné autobusové dopravy, kterou zpracovaly Československé státní dráhy, budována autobusová nádraží.
Autobusové nádraží bylo slavnostně otevřeno 7. července 1947 (Pražský dopravní zeměpis uvádí otevření ke 30. červnu 1947). V době zahájení provozu z něj jezdilo 12 linek. Původně bylo označováno jako provizorní, jen s drobnými stavebními úpravami však přečkalo i rozvoj autobusové dopravy v 60. a 70. letech. Sloužilo autobusovým linkám směřujícím především do jižních Čech, na Benešovsko a do Posázaví. Kapacita byla asi 200 spojů denně a počet cestujících postupně narostl na 11 000 denně. Podoba nádraží v této době je dobře vidět na začátku filmu Pan Tau na horách (1970).
S centrem města spojovala nádraží tramvajová trať ulicí 5. května (Na Pankráci) a přes Nusle a trolejbusová linka 55 přes Podolí. Dne 9. května 1974 byla v jeho blízkosti otevřena stanice metra Mládežnická (později přejmenovaná na Pankrác) na první trase metra.
Koncem 80. let začala na základě územního plánu realizace přestavby autobusového nádraží, v jejímž rámci se mělo rozšířit i za podjezd Severojižní magistrály. V roce 1986 (Pražský dopravní zeměpis uvádí ukončení provozu až 29. května 1988) bylo nádraží uzavřeno s tím, že bude rekonstruováno tak, aby zde mohlo být odbavováno 700 autobusů denně. Funkci autobusového nádraží převzalo autobusové stanoviště u stanice metra Roztyly, které bylo původně považováno za provizorní náhradu.
Objekty rekonstruovaného nádraží byly stavebně prakticky dokončeny. Nikdy však nebyl obnoven jeho provoz, a to jak kvůli protestům proti jeho umístění v obytné zástavbě, tak z důvodu změněných vlastnických i dopravních poměrů. V roce 1990 vzniklo sdružení Občanská iniciativa Pankráce, která se zasazovala o zrušení záměru dokončit rekonstrukci a zprovoznit autobusové nádraží, protože většina obyvatel bezprostředně sousedících domů proti provozu tohoto nádraží v sousedství bytů protestovala. Na základě těchto protestů se vedení městské části Praha 4 rozhodlo rekonstrukci nádraží zastavit a dohodlo s investorem změnu projektu tak, že areál bude sice dokončen, ale v budovách původně určených pro nádraží vznikne nová (na Pankráci již třetí) tržnice. Ta byla otevřena počátkem roku 2000, fungovala ale jen krátce.
V roce 2000 byla ze společnosti ČSAD ÚAN Praha Florenc a.s. odštěpena ČSAD Praha Pankrác a.s. jako samostatná společnost a Pražská dopravní a.s. jako dceřiná společnost pro správu dopravních terminálů. Roku 2004 byly ČSAD ÚAN Praha Florenc a.s. a ČSAD Praha Pankrác a.s. opětovně sloučeny do společnosti ČSAD Praha holding a.s. a roku 2005 s ní byla sloučena i dceřiná společnost Pražská dopravní a.s. Společnost je též vlastníkem a provozovatelem ÚAN Florenc a autobusového stanoviště Holešovice.
V roce 2006 byla tržnice zbořena a na jejím místě byl v prosinci 2008 otevřen administrativní komplex Gemini (původně navržen pod názvem Administrativní centrum Pankrác, ACP). Investorem byla společnost ČSAD Praha holding a.s. V nezastavěné části plochy jsou zachovány stopy po nádraží: zbytky ostrůvků někdejších nástupišť. ČSAD Praha holding a.s. vlastní v dané lokalitě na Pankráci asi 10 tisíc m² pozemků, z čehož byla administrativním komplexem zastavěna necelá třetina. Pro další etapy výstavby předpokládal investor spolupráci se zkušeným developerem. Ve východní části někdejšího autobusového nádraží byla v letech 2014–2015 sdružením Strabag postavena budova Enterprise Office Center. Investorem obou projektů, Gemini i Enterprise, byla developerská společnost Erste Group Immorent ČR, která pozemky v západní části koupila od ČSAD Praha holding v roce 2009.